# Stazione di Harrow-on-the-Hill
La stazione di Harrow-on-the-Hill è una stazione sita nella località di Greenhill, all'interno del borgo londinese di Harrow.
È servita dai servizi dalla metropolitana di Londra e dai treni che effettuano servizio sulla ferrovia Londra-Aylesbury.

## Storia
La stazione venne aperta con il nome di "Harrow" il 2 agosto 1880, quando la Metropolitan Railway fu estesa dal suo precedente capolinea a Willesden Green. Il suo nome fu cambiato in "Harrow-on-the-Hill" il 1º giugno 1894. Come un certo numero di altre stazioni della metropolitana, il nome è un esempio di marketing piuttosto che di precisione: in questo caso la città "corretta" con lo stesso nome è in cima a Harrow Hill mentre la stazione si trova a Greenhill a nord di Harrow Hill, che è diventata la principale area commerciale in questa parte del borgo di Harrow.

## Strutture e impianti
Il fabbricato viaggiatori è situato sul piano campagna mentre i sei binari corrono in trincea. Due (quelli situati più a meridione) sono utilizzati dai servizi di National Rail, mentre gli altri quattro dai treni della linea Metropolitan; benché tendenzialmente i treni di National Rail abbiano alimentazione diesel, i binari che utilizzano sono elettrificati come quelli utilizzati dalla metropolitana, cosicché, qualora vi sia necessità di chiudere i quattro binari della metropolitana, possono essere utilizzati gli altri due.
La stazione di Harrow-on-the-Hill ha due accessi: uno su College Road, che dà accesso all'autostazione e al centro di Harrow, e l'altro su Station Approach, che permette l'accesso all'area di Harrow Hill e a Lowlands Road).
Giacché non è necessario attraversare i tornelli, il fabbricato viaggiatori viene utilizzato anche per passare da un lato all'altro del fascio di binari dai pedoni che, in questa maniera, non devono allungare il loro percorso, passando dal ponte di Station Road.
L'attuale fabbricato viaggiatori, costruito nel 1938 su progetto di Stanley Heaps nello stile modernista adottato per le stazioni della metropolitana sotto l'influsso dell'architetto Charles Holden, sostituisce edifici precedenti che si trovavano all'estremità orientale delle banchine.
Nel marzo 2022 la stazione è stata resa accessibile a passeggeri diversamente abili, con l'installazione di quattro ascensori.
La stazione di Harrow-on-the-Hill rientra nella Travelcard Zone 5.

## Movimento
Il servizio di National Rail alla stazione di Harrow-on-the-Hill è fornito da Chiltern Railways. Questi servizi operano tra Marylebone e Aylesbury, utilizzando binari diversi rispetto a quelli della metropolitana tra Londra e Harrow, condividendoli con la metropolitana tra Harrow e Amersham.
Chiltern Railways, che ha iniziato a operare questi servizi nel 1996, dopo la privatizzazione di British Rail, opera due treni all'ora per Aylesbury Vale Parkway e due treni all'ora per Marylebone.
Il servizio di metropolitana a Harrow-on-the-Hill è fornito dalla linea Metropolitan, che opera con treni diversi e non tutti fermano in tutte le stazioni: i servizi "veloci" e "semi-veloci" non si fermano tra le stazioni di Harrow-on-the-Hill e Finchley Road; la linea "veloce", inoltre, nelle stazioni tra Harrow-on-the-Hill e Wembley Park e tra Harrow-on-the-Hill e Moor Park non ha banchine.

## Interscambi
Nelle vicinanze dell'edificio principale della stazione, è presente l'autostazione di Harrow presso la quale effettuano fermata numerose linee di superficie urbane, gestite da London Buses.
- Fermata autobus

## Galleria d'immagini

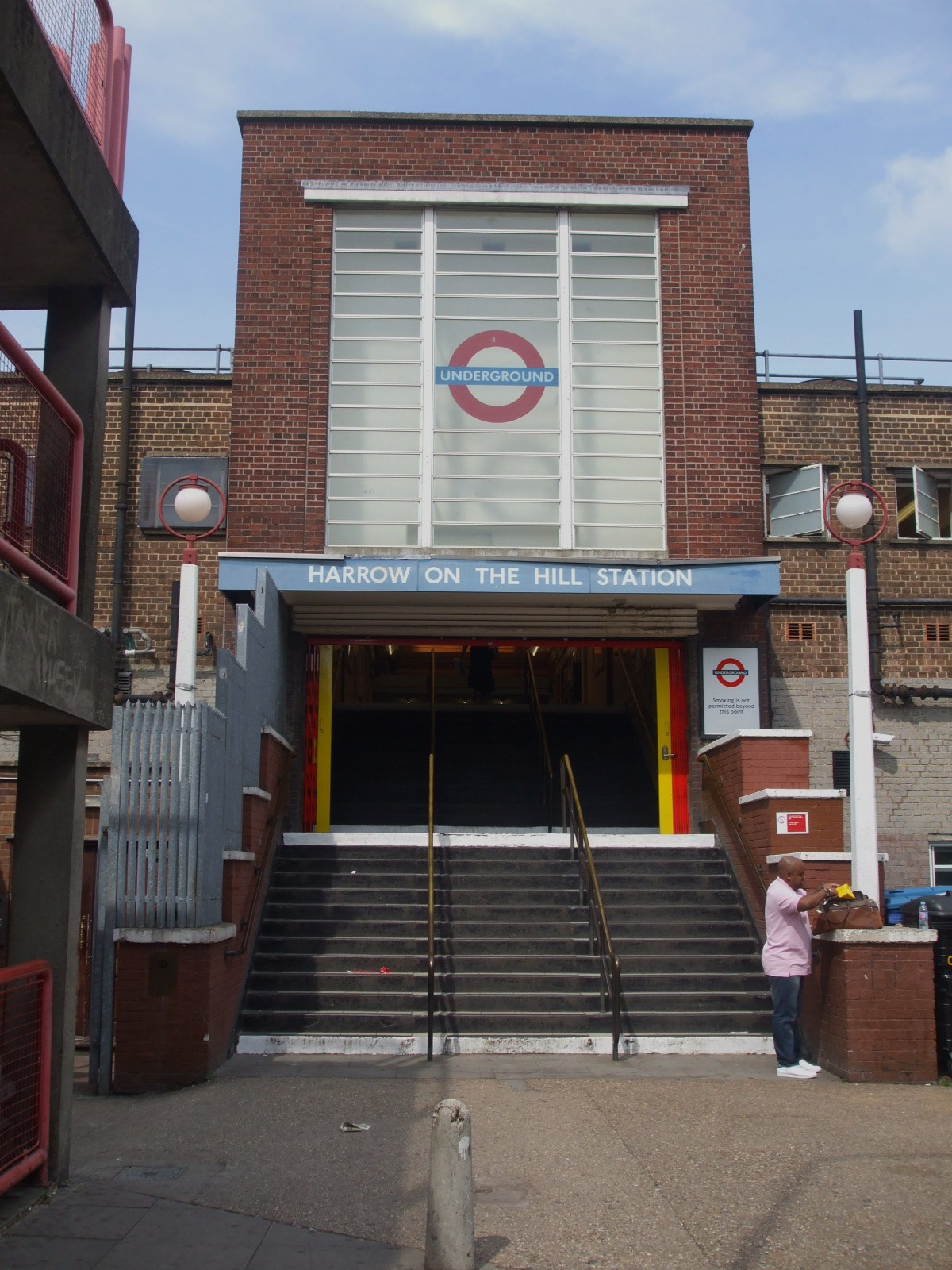
Ingresso alternativo sud
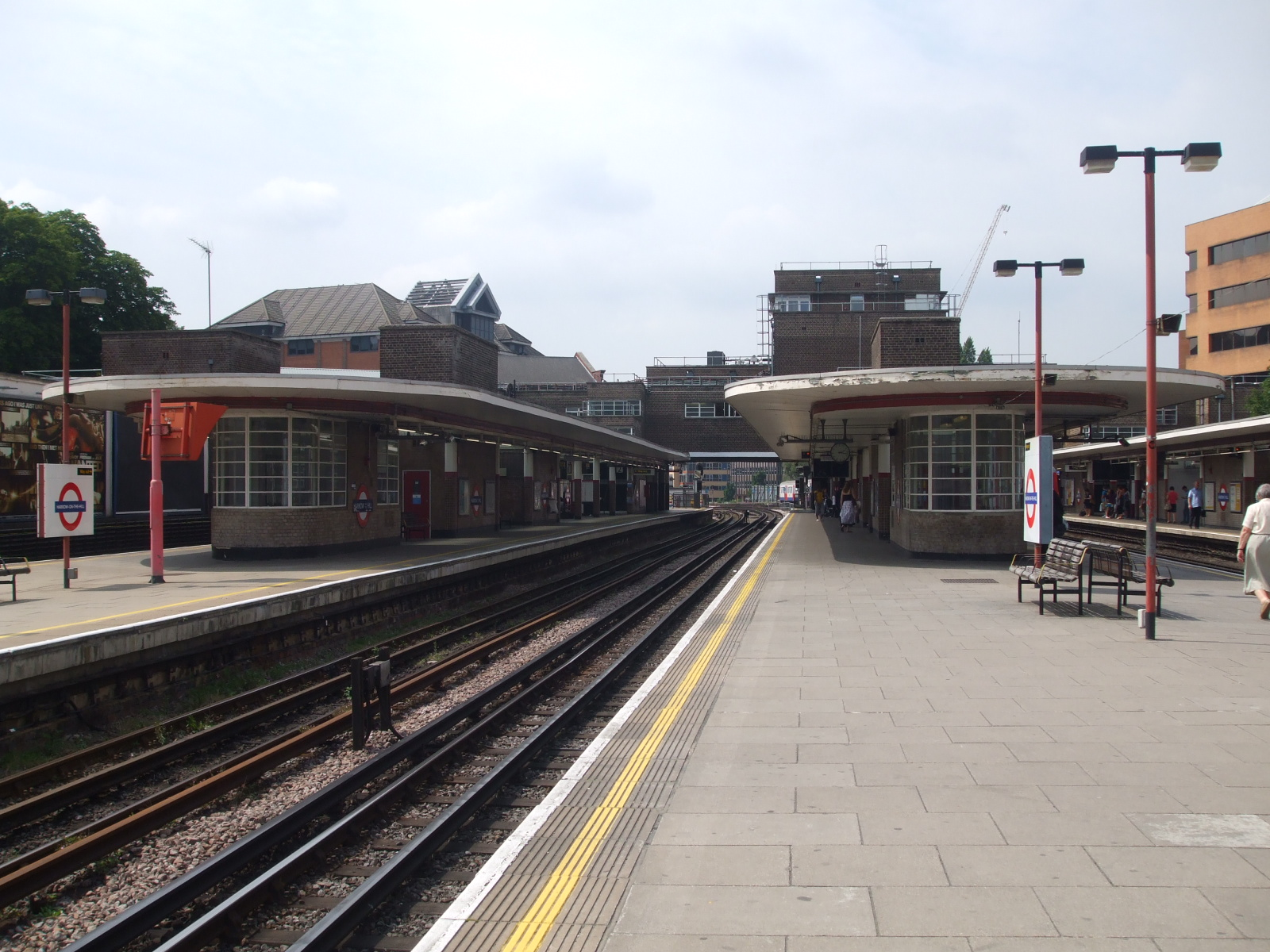
Piattaforma 3 in direzione nord
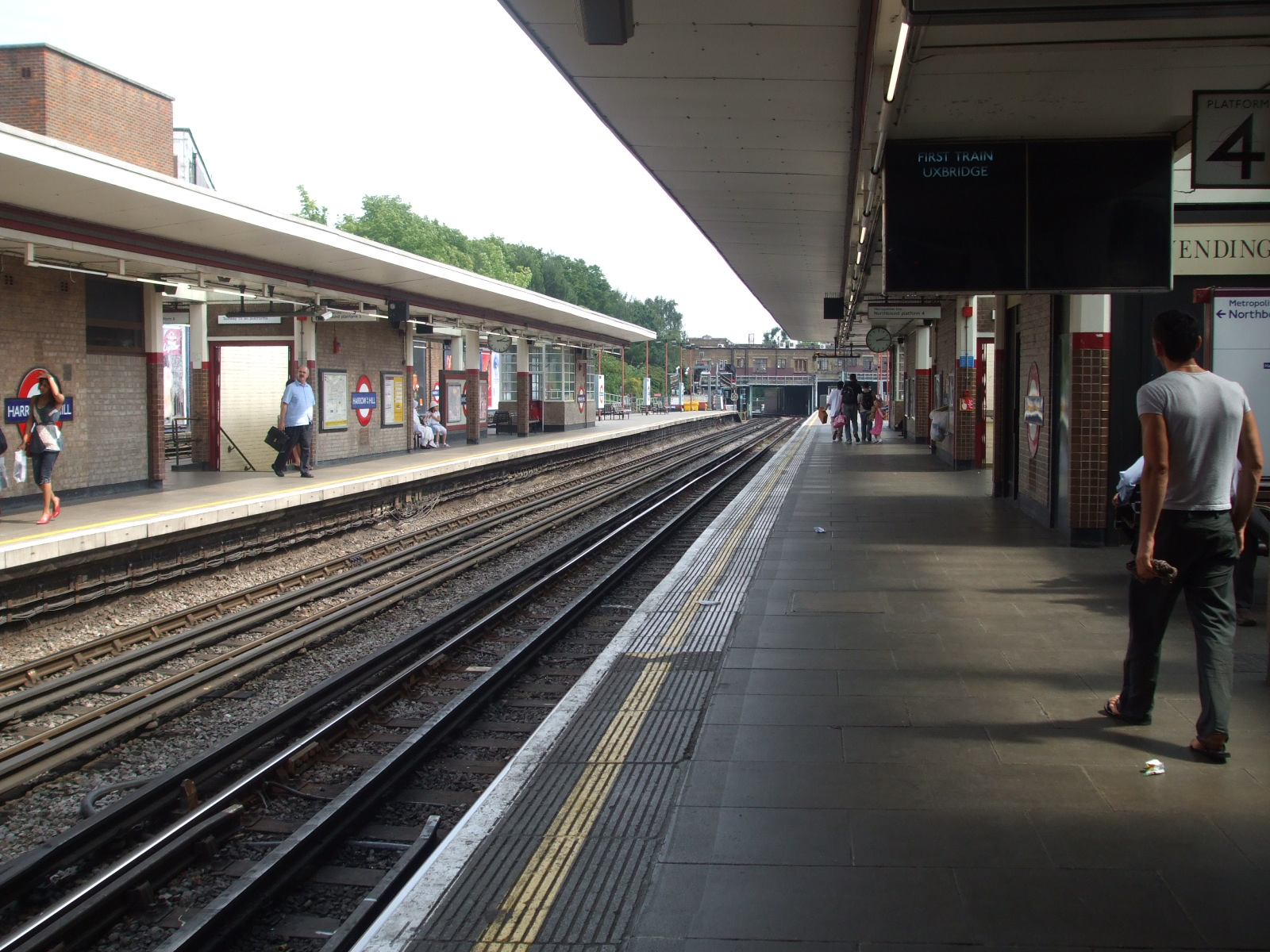
Piattaforma 3 in direzione sud
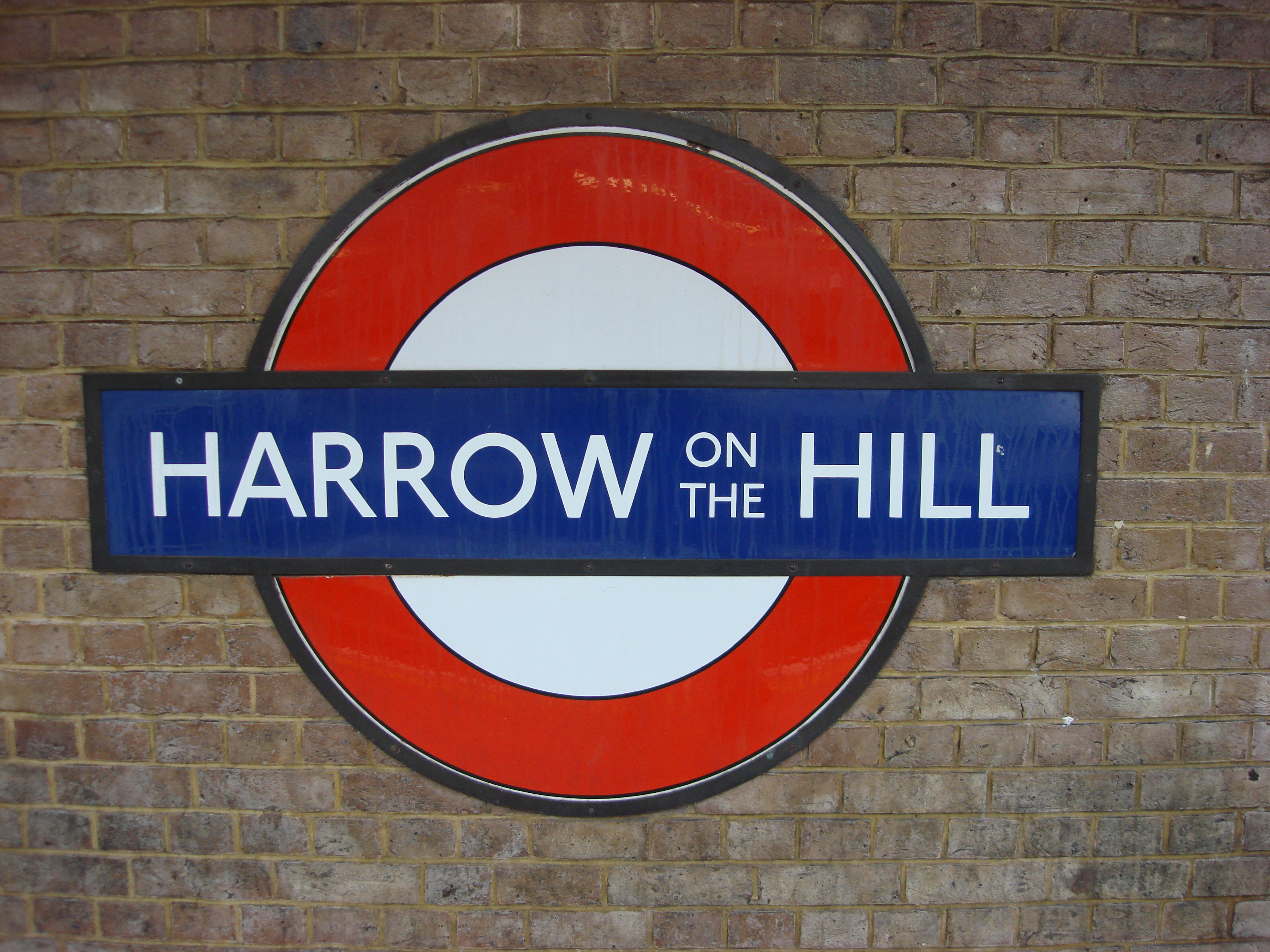
Insegna della stazione